# Ventrifossa macroptera
Ventrifossa macroptera är en fiskart som beskrevs av Okamura 1982. Ventrifossa macroptera ingår i släktet Ventrifossa och familjen skolästfiskar. Inga underarter finns listade i Catalogue of Life.